# Лістерман Петро Григорович
Петро Григорович Лістерман (4 жовтня 1957 року, м. Київ) — власник агенції VIP-знайомств, що займається організацією знайомств бізнесменів з молодими дівчатами. Персонаж «світської хроніки», телеведучий, радіоведучий, письменник. Автор книг «Як заплутати олігарха» (2007) і «Як заплутати Лістермана. Історія однієї зради» (2009).

## Біографія
Батьки Лістермана — викладачі: батько викладав історію, мати — англійську мову.
Навчався в Мордовському державному університеті на будівельному факультеті. У Москві одружився з француженкою і, до початку Перебудови, виїхав з СРСР у Францію, де працював інструктором з гірських лиж.
У 1995 році був заарештований і провів рік у в'язниці за «незаконне використання крадених автомобілів».
У 1997 році Лістерман одружився з 16-річною російською фотомоделлю Христиною Семенівською, яка на той момент представляла компанію «Christian Dior».

## У масовій культурі
Є прототипом одного з героїв фільму Андрія Кончаловського «Глянець» — власника модельного агентства на ім'я Петя та головного персонажа фільму «Платон», який вийшов на екрани в листопаді 2008 року. Головну роль, самого Платона, зіграв Павло Воля. Знімався в кліпах українських поп-груп «Hollywood FM» («Я такая») і «Пающіє труси» — «Интим не предлагать».

## Скандали
У 2007 році Лістерман фігурував у куршевельському скандалі, коли французька поліція затримала російського мільярдера Михайла Прохорова за підозрою у причетності до організації міжнародної мережі проституції.